# Danh sách câu lạc bộ bóng đá ở Kosovo
Đây là danh sách các câu lạc bộ bóng đá ở Kosovo.[a].

## #
- KF 2 Korriku (Prishtina)

## A
- KF Arbëria
- KF Arbana

## B
- KF Ballkani (Suva Reka)
- KF Bashkimi (Gjilan)
- KF Besa (Pejë)
- KF Besiana (Podujevë)
- KF Beselidhja (Prishtina)
- KF Barileva

## D
- KF Drenica (Skenderaj)
- KF Drita (Gjilan)

## F
- KF Ferizaj (Ferizaj)
- KF Feronikeli (Drenas)
- KF Flamurtari (Prishtina)
- KF Fushë Kosova (Fushë Kosovë)

## G
- KF Gjilani (Gjilan)

## H
- KF Hajvalia (Prishtina)
- KF Hajvalia 1947 (Prishtina)
- KF Hasi (Rugova)
- KF Hysi (Podujevë)

## I
- KF Istogu (Istok)

## K
- KF Kamenica (Kamenica)
- KF Kaolini Karaçevë
- KF KEK (Obilić) –  ở giải Nam Tư thi đấu với tên gọi RMHK Kosovo
- KF KNI Ramiz Sadiku (Pristina)
- KF Kosova Prishtinë (Pristina)
- KF Kosova Vushtrri (Vučitrn)
- KF Kika (Hogosht)

## L
- KF Lepenci (Kaçanik)
- KF Liria (Prizren) – ở giải Nam Tư thỉnh thoảng được đánh vần là  FK Lirija Prizren
- KF Llapi (Podujevë)

## M
- KF Mulliri
- KF Mushtishti (Mushtishtë)

## P
- KF Prishtina (Prishtina) – ở giải Nam Tư thi đấu với tên gọi FK Priština

## R
- KF Rahoveci
- KF Rilindja (Pristina)
- KF Rinia Gostivar

## S
- KF Shqiponja (Pejë)

## T
- KF Trepça (Mitrovicë)
- KF Trepça'89 (Mitrovicë)
- KF Tefik Çanga (Ferizaj)

## U
- KF Ulpiana

## V
- KF Vëllaznimi (Gjakovë)
- KF Vitia